# 尚茨鄉
47°27′N 24°54′E / 47.450°N 24.900°E
尚茨鄉（羅馬尼亞語：Comuna Șanț, Bistrița-Năsăud），是羅馬尼亞的鄉份，位於該國西北部，由比斯特里察-訥瑟烏德縣負責管轄，面積258平方公里，海拔高度600米，2007年人口3,429，人口密度每平方公里13人。